# Saison 1 de The Newsroom
Chronologie
Saison 2
Cet article présente la première saison de la série télévisée américaine The Newsroom.

## Distribution

### Acteurs principaux
- Jeff Daniels (V. F. : Michel Papineschi) : Will McAvoy
- Emily Mortimer (V. F. : Rafaèle Moutier) : Mackenzie MacHale
- John Gallagher, Jr. (V. F. : Axel Kiener) : Jim Harper
- Alison Pill (V. F. : Laura Préjean) : Margaret « Maggie » Jordan
- Thomas Sadoski (V. F. : Guillaume Lebon) : Don Keefer
- Dev Patel (V. F. : Jérémy Prévost) : Neal Sampat
- Olivia Munn (V. F. : Olivia Nicosia) : Sloan Sabbith
- Sam Waterston (V. F. : Michel Paulin) : Charlie Skinner

### Acteurs récurrents
- Jane Fonda (V. F. : Pauline Larrieu) : Leona Lansing
- Chris Messina (V. F. : Bernard Gabay) : Reese Lansing
- Adina Porter : Kendra James
- David Harbour : Elliot Hirsch
- Hope Davis (V. F. : Anne Rondeleux) : Nina Howard
- Margaret Judson (en) : Tess Westin
- Chris Chalk (V. F. : Namakan Koné) : Gary Cooper
- Thomas Matthews : Martin Stallworth
- Wynn Everett (en) : Tamara Hart
- Jon Tenney : Wade Campbell
- Terry Crews (V. F. : Thierry Desroses) : Lonny Church
- Kelen Coleman (en) (V. F. : Audrey Sablé) : Lisa Lambert
- David Krumholtz (V. F. : Christophe Lemoine) : Dr Jack Habib
- Paul Schneider : Bryan Brenner
- Patton Oswalt : Jonas Pfeiffer
- Grace Gummer : Hallie Shea
- Marcia Gay Harden : Rebecca Halliday
- Constance Zimmer : Taylor

## Épisodes

### Épisode 1:On l'avait décidé
- États-Unis : 24 juin 2012 sur HBO
- Belgique : 27 septembre 2012 sur BeTV
- Québec : 21 octobre 2012 sur Super Écran
- France : 17 novembre 2012 sur OCS Novo
- France : 16 avril 2014 sur Canal+ Séries

- États-Unis : 2,14 millions de téléspectateurs[1]

- John F. Carpenter (Herb Wilson)
- David Harbour (Elliot Hirsch)
- Jason Butler Harner (Lewis)
- Adina Porter (Kendra James)
- Elizabeth Marvel (Sharon)
- David Cromer (Moderator)
- Chris Chalk (Gary Cooper)
- Trieu Tran (Joey Phan)
- Brian Huskey (Jake Watson)
- Riley Voelkel (Jennifer Johnson)
- Ricky Mabe (Steven)
- Jill Remez (en) (Sherri Stone)
- Ned Vaughn (Dick Warren)

### Épisode 2:News Night 2.0
- États-Unis : 1er juillet 2012 sur HBO

- États-Unis : 1,68 million de téléspectateurs[1]

### Épisode 3:Le112eCongrès
- États-Unis : 8 juillet 2012 sur HBO

- États-Unis : 2,21 millions de téléspectateurs[1]

### Épisode 4:Réparation
- États-Unis : 15 juillet 2012 sur HBO

- États-Unis : 1,94 million de téléspectateurs[1]

### Épisode 5:Amen
- États-Unis : 22 juillet 2012 sur HBO

- États-Unis : 1,95 million de téléspectateurs[1]

### Épisode 6:Tyrans
- États-Unis : 29 juillet 2012 sur HBO

- États-Unis : 1,74 million de téléspectateurs[1]

### Épisode 7:1/05/2011
- États-Unis : 5 août 2012 sur HBO

- États-Unis : 1,76 million de téléspectateurs[1]

### Épisode 8:Panne de courant, première partie
- États-Unis : 12 août 2012 sur HBO

- États-Unis : 1,84 million de téléspectateurs[1]

### Épisode 9:Panne de courant, deuxième partie
- États-Unis : 19 août 2012 sur HBO

- États-Unis : 1,96 million de téléspectateurs[1]

### Épisode 10:Le Gros Bouffon
- États-Unis : 26 août 2012 sur HBO

- États-Unis : 2,30 millions de téléspectateurs[1]